# شهرستان پلاسکی (ایلینوی)
شهرستان پولاسکی، (به انگلیسی: Pulaski County) شهرستانی در ایالت ایلی‌نوی ایالات متحده امریکا و بر طبق سرشماری ۲۰۱۰ این شهرستان ۶۱۶۱ نفر جمعیت داشته‌است. رشد جمعیت این شهرستان از ۲۰۰۰ تا ۲۰۱۰، حدود ۱۶٫۲ درصد رشد منفی بوده است
طبق سرشماری ۲۰۱۰، مساحت این شهرستان ۵۲۶٫۴ کیلومتر مربع وسعت داشته که از این مقدار ۱٫۹۹ درصد آب و ۹۸٫۰۱ درصد خشکی می‌باشد.
این شهرستان در ۱۸۴۳ از شهرستان الکساندر و شهرستان جانسون جدا شد. این شهرستان نام خود را از کازیمریز پولاسکی که در هنگام جنگ انقلاب امریکا در محاصره شهر ساوانا، جورجیا کشته شده، گرفته‌است.

## نگارخانه

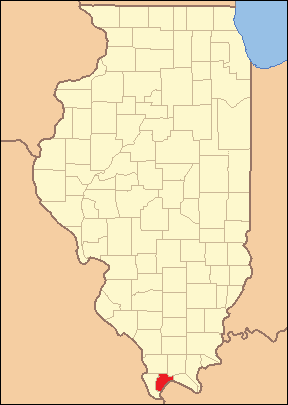

## همسایگان و راه‌ها
همسایگان این شهرستان عبارتند از:
- شمال: شهرستان یونیون
- شمال‌شرق: شهرستان جانسون
- شرق: شهرستان ماساک
- جنوب‌شرق: شهرستان بلارد، کنتاکی
- جنوب:
- جنوب‌غرب:
- غرب: شهرستان الکساندر
- شمال‌غرب:

راه‌های اصلی این شهرستان:
1. بزرگراه میان‌ایالتی ۵۷
2. بزرگراه ۵۱ ایالات متحده
3. جاده ۳۷ ایلی‌نوی
4. جاده ۱۶۹ ایلی‌نوی

## شهرها
- کارنک، ایلی‌نوی
- موند سیتی، ایلی‌نوی، مرکز شهرستان
- موندز، ایلی‌نوی
- نیوگراند چاین، ایلی‌نوی
- المستد، ایلی‌نوی
- پولاسکی، ایلی‌نوی
- یولین، ایلی‌نوی